# Liste der Baudenkmäler in Augsburg-Innenstadt, St. Ulrich–Dom
In der Liste der Baudenkmäler im Innenstadt, St. Ulrich–Dom sind die Baudenkmäler im Augsburger Stadtbezirk Innenstadt, St. Ulrich–Dom  im
Planungsraum Innenstadt
(I)
aufgelistet. Zu diesen Baudenkmälern gibt es auch eine Bildersammlung.
Diese Liste ist eine Teilliste der Liste der Baudenkmäler in Augsburg. Grundlage der Liste ist die Bayerische Denkmalliste, die auf Basis des bayerischen Denkmalschutzgesetzes vom 1. Oktober 1973 erstmals erstellt wurde und seither durch das Bayerische Landesamt für Denkmalpflege geführt und aktualisiert wird. Die folgenden Angaben ersetzen nicht die rechtsverbindliche Auskunft der Denkmalschutzbehörde.

## Einzelbauwerke

### A
| Lage                                                                             | Objekt                                                       | Beschreibung | Akten-Nr.               | Bild                                                         |
| -------------------------------------------------------------------------------- | ------------------------------------------------------------ | --- | ----------------------- | ------------------------------------------------------------ |
| Augsburger Altstadt                                                              | Stadtbefestigung                                             | siehe Stadtbefestigung Augsburg | D-7-61-000-1            | Stadtbefestigung                                             |
| Am Perlachberg 6 (Standort)                                                      | Bürgerhaus                                                   | Im Kern zwei viergeschossige Giebelhäuser des 16./17. Jahrhunderts, vorgeblendete, horizontal abschließende Fassade mit Putzgliederungen, 17. Jahrhundert                                       | D-7-61-000-51 Wikidata  | Bürgerhaus                                                   |
| Annastraße 12 (Standort)                                                         | Bürgerhaus                                                   | Dreigeschossiger Traufseitbau mit Satteldach, Flacherker und pilastergerahmtem Portal, im Kern 16./17. Jahrhundert, Fassadendekor klassizistisch, um 1800                                       | D-7-61-000-68 Wikidata  | Bürgerhaus                                                   |
| Annastraße 19, an der West- und Ostseite des ehemaligen Fugger-Hauses (Standort) | Zwei spätgotische Portale                                    | Um 1495 | D-7-61-000-70 Wikidata  | weitere Bilder                                               |
| Annastraße 20 (Standort)                                                         | Mesnerhaus von St. Anna                                      | Dreigeschossiger Traufseitbau mit Satteldach, im Kern 16./17. Jahrhundert, Umbau durch B. von Hößlin 1826/27                                                                                    | D-7-61-000-71 Wikidata  | Mesnerhaus von St. Anna                                      |
| Annastraße 22 (Standort)                                                         | Bürgerhaus                                                   | Dreigeschossiger Traufseitbau mit seitlich abgewalmtem Satteldach und Durchgang zum Annahof, Äußeres 19. Jahrhundert, im Kern wohl älter                                                        | D-7-61-000-72 Wikidata  | Bürgerhaus                                                   |
| Annastraße 24 (Standort)                                                         | Bürgerhaus                                                   | Dreigeschossiger Giebelbau mit Satteldach und Flacherker mit geschweiftem Giebel, im Kern 16./17. Jahrhundert, Erker 18. Jahrhundert                                                            | D-7-61-000-73 Wikidata  | Bürgerhaus                                                   |
| Annastraße 25 (Standort)                                                         | Ehemaliges Bürgerhaus, seit 1855 Teil des Maximiliansmuseums | Dreigeschossiger Traufseitbau mit Satteldach, zwei Flacherkern auf profilierten Konsolen und Portal mit flachem Kielbogen, 1511/14 erbaut, später verändert, Wohnhaus des Bartholomäus Welser   | D-7-61-000-74 Wikidata  | Ehemaliges Bürgerhaus, seit 1855 Teil des Maximiliansmuseums |
| Annastraße 29 (Standort)                                                         | Ehemalige Langenmantelsche Stiftung                          | Dreigeschossiges Eckhaus mit Satteldach, Flacherker, polygonalem Eckerker und Wellengiebel, im Kern 16./17. Jahrhundert, nach Kriegszerstörung verändert wiederaufgebaut                        | D-7-61-000-75 Wikidata  | Ehemalige Langenmantelsche Stiftung                          |
| Annastraße 30 (Standort)                                                         | Bürgerhaus                                                   | Viergeschossiger Giebelbau mit Satteldach und Flacherker, im Kern 16./17. Jahrhundert | D-7-61-000-76 Wikidata  | Bürgerhaus                                                   |
| Annastraße 32 (Standort)                                                         | Bürgerhaus                                                   | Dreigeschossiger Traufseitbau mit Satteldach und Flacherker, im Kern 16./17. Jahrhundert, äußere Erscheinung 18. Jahrhundert                                                                    | D-7-61-000-77 Wikidata  | Bürgerhaus                                                   |
| Annastraße 33 (Standort)                                                         | Bürgerhaus                                                   | Dreigeschossiger Giebelbau mit Satteldach und hohem Flacherker, im Kern 16./17. Jahrhundert | D-7-61-000-78 Wikidata  | Bürgerhaus                                                   |
| Annastraße 35 (Standort)                                                         | Bürgerhaus                                                   | Viergeschossiger Giebelbau mit Satteldach, Treppengiebel und hohem Flacherker, im Kern 16./17. Jahrhundert                                                                                      | D-7-61-000-79 Wikidata  | Bürgerhaus                                                   |
| Annastraße 36 a (Standort)                                                       | Hausmadonna                                                  | um 1800 | D-7-61-000-80           | Hausmadonna                                                  |
| Annastraße 37 (Standort)                                                         | Bürgerhaus                                                   | Viergeschossiger Giebelbau mit Satteldach und Flacherker, im Kern 16./17. Jahrhundert, Giebel im 19. Jahrhundert verändert                                                                      | D-7-61-000-81 Wikidata  | Bürgerhaus                                                   |
| Apothekergäßchen 1 (Standort)                                                    | Bürgerhaus                                                   | Viergeschossiger Traufseitbau mit Satteldach, Fassade zur Maximilianstraße mit korbbogigen Arkaden im Erdgeschoss und flachem Giebel, im Kern Mitte 16. Jahrhundert, äußere Erscheinung um 1800 | D-7-61-000-83 Wikidata  | Bürgerhaus                                                   |
| Apothekergäßchen 3, Maximilianstraße 36, Maximilianstraße 38 (Standort)          | Fuggerhäuser am ehemaligen Weinmarkt                         | Zwei langgestreckte dreigeschossige Traufseitbauten unter gemeinsamem Satteldach, 1512–1515 ausgebaut, 1944 ausgebrannt, danach vereinfacht wiederhergestellt                                   | D-7-61-000-645 Wikidata | weitere Bilder                                               |
| Armenhausgasse 2 (Standort)                                                      | Bürgerhaus                                                   | Dreigeschossiger Traufseitbau mit Satteldach, geschweifter Giebel und Flacherker zur Maximilianstraße, 16./17. Jahrhundert                                                                      | D-7-61-000-87 Wikidata  | Bürgerhaus                                                   |

### B
| Lage                                       | Objekt                                                  | Beschreibung | Akten-Nr.               | Bild                                 |
| ------------------------------------------ | ------------------------------------------------------- | --- | ----------------------- | ------------------------------------ |
| Barthshof 8 (Standort)                     | Bürgerhaus                                              | Dreigeschossiger Eckbau mit Satteldach, Stufengiebel und zwei polygonalen Eckerkern auf profilierten Konsolen nach Westen und Osten, 16. Jahrhundert, um 1750 und später verändert      | D-7-61-000-133 Wikidata | Bürgerhaus                           |
| Bleigäßchen 3 (Standort)                   | Bürgerhaus                                              | Zweigeschossiger Giebelbau mit Satteldach, im Kern 16./17. Jahrhundert, äußere Erscheinung mit Putzbänderung um 1800                                                                    | D-7-61-000-181 Wikidata | Bürgerhaus                           |
| Bürgermeister-Fischer-Straße 2 (Standort)  | Wohn- und Geschäftshaus                                 | Dreigeschossiger Traufseitbau mit Mansarddach, Zwerchhaus und barockisierender Fassadengliederung, von J. A. Scheidemann, nach 1900                                                     | D-7-61-000-195 Wikidata | Wohn- und Geschäftshaus              |
| Bürgermeister-Fischer-Straße 4 (Standort)  | Wohn- und Geschäftshaus                                 | Dreigeschossiger, asymmetrisch gegliederter Bau mit Akanthusreliefs und schmuckreicher Dachzone, von Albert Jack und Max Wanner, 1910                                                   | D-7-61-000-196 Wikidata | Wohn- und Geschäftshaus              |
| Bürgermeister-Fischer-Straße 11 (Standort) | Ehemaliger Königsbau, heute Kaufhaus                    | Fünfgeschossiger Eckbau mit Fassadengliederung in Formen des Barock und Empire, von Walter Krauss und Hermann Dürr, 1912/14, im Inneren erneuert                                        | D-7-61-000-197 Wikidata | Ehemaliger Königsbau, heute Kaufhaus |
| Bürgermeister-Fischer-Straße 12 (Standort) | Ehemalige Gaststätte Riegele, sogenannter Riegele-Block | Stattlicher fünfgeschossiger, neubarocker Eckbau, durch Giebel, Erker und Dachaufbauten reich gegliederter plastischer Baukörper in der Augsburger Tradition, von Hans Schnell, 1912/15 | D-7-61-000-198 Wikidata | weitere Bilder                       |

### F
| Lage                                                                 | Objekt                                                             | Beschreibung | Akten-Nr.                | Bild                                        |
| -------------------------------------------------------------------- | ------------------------------------------------------------------ | --- | ------------------------ | ------------------------------------------- |
| Frauentorstraße 1, Frauentorstraße 3, Kornhausgasse 5 (Standort)     | Katholische Domkirche Mariä Heimsuchung                            | Ottonisch-salische fünfschiffige Doppelchor-Basilika mit Westquerhaus, nach Einsturz des karolingischen Vorgängerbaus 994–1065 errichtet, um 1325–1343 gotisch eingewölbt und um doppelte Seitenschiffe verbreitert, 1356–1431 um Kathedralchor nach Osten erweitert, die Türme um 1200 erhöht, der südliche 1489 in seinen oberen Teilen gotisch umgestaltet, das Innere 1852–1863 neugotisch erneuert und 1934 purifiziert, mit Ausstattung Domsakristei, zweigeschossiger Walmdachbau, am Südturm, im Kern wohl spätmittelalterlich, um 1760 verändert Nördlich angeschlossen: Marienkapelle, Rotunde, von Gabriel de Gabrieli, 1720–1722 Domkreuzgang, um 1470–1510, Westflügel teilweise 1720 umgestaltet Katharinenkapelle, um 1300, 1564 erneuert, siehe auch Frauentorstraße 3 | D-7-61-000-238           | weitere Bilder                              |
| Frauentorstraße 3 (Standort)                                         | Ehemaliger Kornspeicher, später Domschule                          | Zweigeschossiger Walmdachbau, 1479–1510, im Kern wohl älter, später verändert, neugotische Fassade von 1865, an den Ostflügel des Domkreuzganges angebaut, siehe auch Frauentorstraße 1 | D-7-61-000-240 Wikidata  | Ehemaliger Kornspeicher, später Domschule   |
| Frauentorstraße 7, Frauentorstraße 9 (Standort)                      | Wohn- und Geschäftshaus                                            | Dreigeschossiger Traufseitbau in spätklassizistischen Formen, von Sebastian Müllegger, nach 1885, an der Stelle des abgebrochenen Frauentorturmes errichtet | D-7-61-000-242 Wikidata  | weitere Bilder                              |
| Frauentorstraße 11 (Standort)                                        | Bürgerhaus                                                         | Viergeschossiger Traufseitbau mit Satteldach und Rückgebäude mit vermauerten Loggien, Fassadengestaltung des 19. Jahrhunderts, 18. Jahrhundert, im Kern älter | D-7-61-000-245 Wikidata  | Bürgerhaus                                  |
| Fronhof (Standort)                                                   | Fundamente der Tauf- und Seelsorgekirche St. Johann                | Unter Bischof Ulrich 956–60 erbaut, 1808 abgebrochen, Fundamente 1928/30 wieder freigelegt, Reste des im 6./7. Jahrhundert errichteten Vorgängerbaues, der im Westteil eine Taufbrunnenstelle des 4./5. Jahrhunderts mit einschloss, daneben Reste einer römischen Profananlage | D-7-61-000-283 Wikidata  | weitere Bilder                              |
| Fronhof (Standort)                                                   | Hofgarten                                                          | Mit fünf Callottofiguren von um 1720, nach Plänen von Johann Caspar Bagnato 1739/44 angelegt, gärtnerische Anlagen im westlichen Teil 1878, im östlichen Teil 1889 erneuert, 1965 verkleinert Einfriedung, Pfeiler und Steinfiguren von Johann Wolfgang Schindel 1744/45, Teil des Gitters 18. Jahrhundert | D-7-61-000-280 Wikidata  | weitere Bilder                              |
| Fronhof (Standort)                                                   | Gitterzaun                                                         | Schmiedeeisern, ehemals bei der Schüleschen Kattunfabrik, 1770/72, 1956 am Südrand des Fronhofes aufgestellt | D-7-61-000-281 Wikidata  | Gitterzaun                                  |
| Fronhof (Standort)                                                   | Friedensdenkmal                                                    | Bronzefigur auf Steinsockel, von Kaspar von Zumbusch, 1876 | D-7-61-000-282 Wikidata  | weitere Bilder                              |
| Fronhof (Standort)                                                   | Sogenannte Römermauer                                              | Backsteinmauer mit teilweiser Betonüberdachung auf schlanken Stahlstützen zur musealen Aufstellung römischer Spolien, 1954 | D-7-61-000-1217 Wikidata | Sogenannte Römermauer                       |
| Fronhof 4 (Standort)                                                 | Bischöfliches Ordinariat                                           | Dreigeschossiger Mansardwalmdachbau mit Flachrisaliten, Neubarock, 1898/99 | D-7-61-000-274 Wikidata  | Bischöfliches Ordinariat                    |
| Fronhof 8 (Standort)                                                 | Ehemaliges Hofzahlamt und Marstallgebäude                          | Zweigeschossiger Bau auf fast quadratischem Grundriss mit konvexer Fassade und Mansardwalmdach, von Johann Kaspar Bagnato, 1739/40 Ehemalige Wagenremise, zweigeschossiger langgestreckter Walmdachbau, als westlicher Flügel hinzugefügt, 1751, 1964/65 erneuert | D-7-61-000-275 Wikidata  | Ehemaliges Hofzahlamt und Marstallgebäude   |
| Fronhof 9 (Standort)                                                 | Bürgerhaus                                                         | Viergeschossiger Traufseitbau mit Satteldach und Aufzugsgiebel, 16.–18. Jahrhundert | D-7-61-000-276 Wikidata  | Bürgerhaus                                  |
| Fronhof 10 (Standort)                                                | Ehemalige fürstbischöfliche Residenz, jetzt Regierung von Schwaben | Mehrere spätmittelalterliche Gebäude zusammenfassender Bau des 18. Jahrhunderts, drei- bzw. viergeschossiger Gebäudekomplex mit Schaugiebeln über Flachrisaliten und Turm mit Haubendach, Hauptflügel im Kern 13. Jahrhundert, um 1700 Angleichung der Dachhöhe und einheitliche Fassade, 1739–1743 Umgestaltung durch Johann Benedikt Ettl, Turm 1507/08 erhöht, nach 1944 vereinfacht wieder aufgebaut, Nordflügel 1751 Neubau von Ignaz Paul, südwestlicher Erweiterungsbau über der ehemaligen Pfalzkapelle sowie Gardistengebäude 1902 | D-7-61-000-277 Wikidata  | weitere Bilder                              |
| Fronhof 11 (Standort)                                                | Bürgerhaus                                                         | Viergeschossiger Traufseitbau mit Satteldach, im Kern 16. Jahrhundert, Ende 18. Jahrhundert erneuert | D-7-61-000-278 Wikidata  | Bürgerhaus                                  |
| Fuggerplatz 1 (Standort)                                             | Bürgerhaus, seit 1855 Maximiliansmuseum                            | Stattlicher dreigeschossiger Traufseitbau mit steilem Satteldach, getreppten Wellengiebeln, reich dekorierten Erkern und seitlichem Aufzugsgiebel, 1544/46 | D-7-61-000-803 Wikidata  | weitere Bilder                              |
| Fuggerplatz 9 (Standort)                                             | Ehemaliges Stadtpalais, sogenanntes Koepfhaus                      | Dreigeschossiges Eckhaus mit Satteldach, Volutengiebel und Zwerchhaus mit geschweiftem Giebel, repräsentative Fassaden mit reicher Giebelausbildung nach Norden und Westen, Ausbau mehrerer spätmittelalterlicher Gebäude durch Hans Holl, 1578, Umgestaltung durch Andreas Schneidmann 1738/39 für den Bankier Christian Georg Köpf | D-7-61-000-805 Wikidata  | weitere Bilder                              |
| Fuggerstraße 8 (Standort)                                            | Evangelisch-lutherisches Pfarrhaus St. Anna                        | Zweigeschossiger Traufseitbau mit flachem Satteldach und übergiebeltem Mittelrisalit, in schlichten spätklassizistischen Formen, von Franz Kirchmair, 1870 | D-7-61-000-287 Wikidata  | Evangelisch-lutherisches Pfarrhaus St. Anna |
| Fuggerstraße 10 (Standort)                                           | Ehemaliges Annagymnasium, jetzt Gerichtsgebäude                    | Dreigeschossiger Walmdachbau mit Eckrisaliten, in italienischer Neurenaissance, 1894/95 | D-7-61-000-289 Wikidata  | weitere Bilder                              |
| Fuggerstraße 12, Fuggerstraße 10 1/2, Fuggerstraße 12 1/2 (Standort) | Stadtarchiv                                                        | Dreigeschossiger Bau mit flachem Walmdach, in italienischer Neurenaissance, von Max Treu, 1885 Flankierende Nebengebäude, schmale, zweigeschossige Bauten mit flachem Walmdach, wohl gleichzeitig, nördliches nach Kriegsschäden erneuert | D-7-61-000-290 Wikidata  | weitere Bilder                              |

### G
| Lage                                                                  | Objekt                      | Beschreibung | Akten-Nr.                | Bild              |
| --------------------------------------------------------------------- | --------------------------- | --- | ------------------------ | ----------------- |
| Grottenau 1 (Standort)                                                | Ehemalige Oberpostdirektion | Stattlicher viergeschossiger Neubarockbau in Ecklage, mit polygonalem Eckerker und Mittelrisalit, um zwei Innenhöfe gruppiert, nach Entwurf von Hans Wicklein, 1905–1909, nach 1945 vereinfacht | D-7-61-000-343 Wikidata  | weitere Bilder    |
| Grottenau 4, Ludwigstraße 13 (an der Erdgeschoss-Nordwand) (Standort) | Bauerntanz-Fresko           | Um 1525 | D-7-61-000-1185 Wikidata | Bauerntanz-Fresko |

### H
| Lage                                                          | Objekt                                                                                    | Beschreibung | Akten-Nr.               | Bild                                                                                      |
| ------------------------------------------------------------- | ----------------------------------------------------------------------------------------- | --- | ----------------------- | ----------------------------------------------------------------------------------------- |
| Hafnerberg 14 (Standort)                                      | Ehemaliges Konsistorialgebäude, jetzt Landwirtschaftsabteilung der Regierung von Schwaben | Zweigeschossiger Walmdachbau mit giebelbekröntem Mittelrisalit und seitlicher Tordurchfahrt mit Pilastern und gesprengtem Segmentgiebel, von Valerian Brenner, um 1718/20, nach Beschädigung 1944 vereinfacht wiederhergestellt, südwestlich an ehemalige fürstbischöfliche Residenz anschließend                                                                                   | D-7-61-000-279 Wikidata | Ehemaliges Konsistorialgebäude, jetzt Landwirtschaftsabteilung der Regierung von Schwaben |
| Hallstraße 4 (Standort)                                       | Mietshaus                                                                                 | Viergeschossiger Eckbau mit flachem Walmdach und Eckrisalit, Fassadengestaltung im Stil italienischer Paläste des 16. Jahrhunderts, um 1880/90 | D-7-61-000-350 Wikidata | Mietshaus                                                                                 |
| Hallstraße 5, Kapuzinergasse 16, Kapuzinergasse 18 (Standort) | Ehemaliges Zollamtsgebäude, heute Holbein-Gymnasium                                       | Langgestreckter erdgeschossiger Walmdachbau mit Mezzaningeschoss und hohen Rundbogenportalen, nach Plänen von Alois von Plank, 1807/08, Umbau 1956/57 Gartenmauer des ehem. Dominikanerinnenklosters St. Katharina, Blendbogenmauer, wohl 16./17. Jahrhundert | D-7-61-000-351 Wikidata | Ehemaliges Zollamtsgebäude, heute Holbein-Gymnasium                                       |
| Hallstraße 9 (Standort)                                       | Wohnhaus                                                                                  | Viergeschossiger Walmdachbau mit Mittelrisalit und -giebel, in spätklassizistischen Formen, um 1880 | D-7-61-000-352 Wikidata | Wohnhaus                                                                                  |
| Hallstraße 10, Katharinengasse 9 (Standort)                   | Ehemaliges Dominikanerinnenkloster St. Katharina, jetzt Holbein-Gymnasium                 | Dreigeschossige Vierflügelanlage mit Walmdach und Kreuzgang um Innenhof, im Kern 13. Jahrhundert, Umbau durch Burkhard Engelberg und Ulrich Glurer 1498–1503, im 19. Jahrhundert als Schulbau ausgebaut, siehe auch Katharinengasse 9 | D-7-61-000-353 Wikidata | Ehemaliges Dominikanerinnenkloster St. Katharina, jetzt Holbein-Gymnasium                 |
| Hallstraße 11 (Standort)                                      | Mietshaus                                                                                 | Viergeschossiger Walmdachbau mit Flacherker, Gliederung in Neurenaissanceformen, Ende 19. Jahrhundert | D-7-61-000-354 Wikidata | Mietshaus                                                                                 |
| Hallstraße 12 (Standort)                                      | Wohnhaus                                                                                  | Viergeschossiger Eckbau mit flachem Walmdach und rundem Stand-Erker, Gliederung in Formen der italienischen Renaissance, um 1880/90 | D-7-61-000-355 Wikidata | Wohnhaus                                                                                  |
| Heilig-Kreuz-Straße 4, Heilig-Kreuz-Straße 4 b (Standort)     | Wohn- und Geschäftshaus                                                                   | Viergeschossiger Walmdachbau mit polygonalem Eckerker und Flacherker, gartenseitig Terrassenvorbau und Quergiebel, neugotische Gliederungen, von Albert Jack und Max Wanner, 1898/99 Garteneinfassung, gemauert, wohl gleichzeitig Eckpavillon, neugotischer Bau mit Haubendach, anstelle des 1807 abgebrochenen Kreuztores errichtet, wohl gleichzeitig Brunnen, bezeichnet „1714“ | D-7-61-000-370 Wikidata | Wohn- und Geschäftshaus                                                                   |
| Heilig-Kreuz-Straße 6 (Standort)                              | Neidhartsche Stiftung                                                                     | Dreigeschossiger Traufseitbau mit Satteldach und Ladeneinbauten des 19. Jahrhunderts, im Kern 16. Jahrhundert | D-7-61-000-372 Wikidata | Neidhartsche Stiftung                                                                     |
| Hoher Weg 15 (Standort)                                       | Bürgerhaus                                                                                | Viergeschossiger Giebelbau mit Satteldach, Flacherker und hoher geschweifter Giebel, im Kern 16./17. Jahrhundert, Fassade 18. Jahrhundert | D-7-61-000-426 Wikidata | Bürgerhaus                                                                                |

### I
| Lage                                                                  | Objekt                                                                          | Beschreibung | Akten-Nr.                | Bild                                      |
| --------------------------------------------------------------------- | ------------------------------------------------------------------------------- | --- | ------------------------ | ----------------------------------------- |
| Im Annahof 2 (Standort)                                               | Sogenanntes Zweites Pfarrhaus                                                   | Zweigeschossiger Traufseitbau mit Satteldach und getrepptem Aufzugsgiebel, 16./17. Jahrhundert, zum ehemaligen Annakloster gehörend, Kreuzgang siehe Annastraße 18 | D-7-61-000-461 Wikidata  | Sogenanntes Zweites Pfarrhaus             |
| Im Annahof 3 (Standort)                                               | Sogenanntes von Raunersches Donationshaus                                       | Dreigeschossiger Traufseitbau mit Satteldach, Flacherker und Aufzugsgiebel, 16./17. Jahrhundert, zum ehemaligen Annakloster gehörend | D-7-61-000-462 Wikidata  | Sogenanntes von Raunersches Donationshaus |
| Im Annahof 4, Nähe Annastraße, Annastraße 20, Nähe Annahof (Standort) | Evangelisch-lutherische Pfarrkirche St. Anna, ehemalige Karmelitenklosterkirche | Dreischiffige Basilika mit eingezogenem Chor und südlichem Turm, Teile des Ostchores und der Großen Sakristei von der 1321 ff. errichteten Anlage, 1487–1497 Wiederaufbau und Erweiterung der Kirche nach Brand, 1602 Turm von Elias Holl, 1647/48 barocke Erneuerung, Fuggerkapelle als westlicher Abschluss des Mittelschiffs 1508–1512, Heiliggrabkapelle in südwestlichem Anbau vor 1508 entstanden mit Grabbau von Hans Holl 1598 Kreuzgang, 1461–1464 Wiederaufbau nach Brand, im Kern älter Große Sakristei, einschiffiger Bau mit Kreuzrippengewölbe südlich des Chores, 1321 Goldschmiedekapelle, einschiffiger Bau mit polygonalem Schluss und östlichem Glockenturm, 1420–1425, Erweiterung 1485, jeweils mit Ausstattung Hofmauer | D-7-61-000-69 Wikidata   | weitere Bilder                            |
| Im Annahof 4 (Standort)                                               | Ehemaliges Gymnasium St. Anna                                                   | Dreigeschossiger Walmdachbau mit Eckrustika und Mittelrisalit mit Volutengiebel, von Elias Holl, 1613–1615 | D-7-61-000-463 Wikidata  | weitere Bilder                            |
| Im Annahof 6 (Standort)                                               | Gemeindehaus St Anna                                                            | Den Annahof abschließender zweigeschossiger Satteldachbau mit Tordurchgang und Flacherker, im Kern wohl 16. Jahrhundert, der Tordurchgang 1965 erneuert | D-7-61-000-1175 Wikidata | Gemeindehaus St Anna                      |

### J
| Lage                                             | Objekt                                                        | Beschreibung | Akten-Nr.               | Bild                                                          |
| ------------------------------------------------ | ------------------------------------------------------------- | --- | ----------------------- | ------------------------------------------------------------- |
| Johannisgasse 4, Schönefelder Gasse 3 (Standort) | Schönefelder Hof, ehemaliger Hof des Klosters Oberschönenfeld | Dreigeschossige, langgestreckte Flügelbauten mit Satteldach und polygonalem Eckerker, durch Mitteltrakt geschlossen, im Kern 15. Jahrhundert, später verändert | D-7-61-000-502 Wikidata | Schönefelder Hof, ehemaliger Hof des Klosters Oberschönenfeld |
| Johannisgasse 8 (Standort)                       | Bürgerhaus                                                    | Zweigeschossiger Giebelbau mit Satteldach und polygonalem Eckerker, 16./17. Jahrhundert                                                                        | D-7-61-000-503 Wikidata | Bürgerhaus                                                    |

### K
| Lage                                                                                        | Objekt                                                                                    | Beschreibung | Akten-Nr.                | Bild |
| ------------------------------------------------------------------------------------------- | ----------------------------------------------------------------------------------------- | --- | ------------------------ | --- |
| Kapuzinergasse 1 (Standort)                                                                 | Bürgerhaus                                                                                | Viergeschossiges Eckhaus mit Walmdach, ehem. Dreifenstergiebelhaus, im Kern 16./17. Jahrhundert, Fassade später verändert | D-7-61-000-518 Wikidata  | Bürgerhaus                                                                                                   |
| Kapuzinergasse 3 (Standort)                                                                 | Bürgerhaus                                                                                | Dreigeschossiger Traufseitbau mit Mansarddach und Flacherker, 16./17. Jahrhundert, architektonisch gerahmtes Portal 18. Jahrhundert | D-7-61-000-519 Wikidata  | Bürgerhaus                                                                                                   |
| Kapuzinergasse 6 (Standort)                                                                 | Bürgerhaus                                                                                | Dreigeschossiger Traufseitbau mit Mansarddach, und ehem. zwei Toreinfahrten, Lisenen- und Putzgliederung, Ende 18. Jahrhundert, im Kern älter | D-7-61-000-520 Wikidata  | Bürgerhaus                                                                                                   |
| Kapuzinergasse 7 (Standort)                                                                 | Bürgerhaus                                                                                | Giebelständiges, zweigeschossiges Dreifensterhaus mit Satteldach und Flacherker, 16./17. Jahrhundert | D-7-61-000-521 Wikidata  | Bürgerhaus                                                                                                   |
| Kapuzinergasse 8 (Standort)                                                                 | Zwei Torhäuser                                                                            | Eingeschossig mit genuteten Lisenen und Balustrade, erste Hälfte 18. Jahrhundert | D-7-61-000-522 Wikidata  | Zwei Torhäuser                                                                                               |
| Kapuzinergasse 9 (Standort)                                                                 | Bürgerhaus                                                                                | Dreigeschossiger Giebelbau mit anschließendem Traufseithaus, Satteldachbauten, 16./17. Jahrhundert | D-7-61-000-523 Wikidata  | Bürgerhaus                                                                                                   |
| Kapuzinergasse 10 (Standort)                                                                | Bürgerhaus, sogenanntes Kathan-Haus                                                       | Zwei dreigeschossige rechtwinklig zueinander stehende Flügel mit Walmdach und gewölbter Tordurchfahrt, im Westen zweigeschossige Abseite mit Fachwerksalettl und Aufzuggiebel, im Kern 17. Jahrhundert, reiche Fassadenmalerei zweite Hälfte 18. Jahrhundert Rückgebäude, zweigeschossiger Walmdachbau | D-7-61-000-524 Wikidata  | weitere Bilder                                                                                               |
| Kapuzinergasse 12 (Standort)                                                                | Bürgerhaus                                                                                | Dreigeschossiger Traufseitbau mit Satteldach und leicht konvexer Fassade, Anfang 19. Jahrhundert, im Kern vielleicht älter | D-7-61-000-525 Wikidata  | Bürgerhaus                                                                                                   |
| Kapuzinergasse 14 (Standort)                                                                | Bürgerhaus                                                                                | Dreigeschossiger Traufseitbau mit Mansarddach und konvexer Fassade, ursprünglich wohl bemalt, 16./17. Jahrhundert | D-7-61-000-526 Wikidata  | Bürgerhaus                                                                                                   |
| Kapuzinergasse 18 (Standort)                                                                | Bürgerhaus                                                                                | Zweigeschossiger Traufseitbau mit Satteldach, Tordurchfahrt und gewölbter Erdgeschosshalle, frühklassizistische Putzgliederung, 17./18. Jahrhundert | D-7-61-000-527 Wikidata  | Bürgerhaus                                                                                                   |
| Kapuzinergasse 20 (Standort)                                                                | Bürgerhaus                                                                                | Traufständiger zweigeschossiger Mansarddachbau mit leicht konkaver Fassade und Tordurchfahrt, Ende 18. Jahrhundert Zugehöriges Rückgebäude, wohl gleichzeitig | D-7-61-000-528 Wikidata  | Bürgerhaus                                                                                                   |
| Karlstraße 7 (Standort)                                                                     | Bürgerhaus                                                                                | Dreigeschossiger Traufseitbau mit hohem Satteldach, Flacherker und seitlichem Aufzugsgiebel, im Kern 16./17. Jahrhundert, Fassadendekor um 1800 | D-7-61-000-529 Wikidata  | weitere Bilder                                                                                               |
| Karolinenstraße 15 (Standort)                                                               | Bürgerhaus                                                                                | Dreigeschossiger Traufseitbau mit Satteldach, Zwerchgiebeln und Flacherker, im Kern Mitte 16. Jahrhundert, Fassade bis zur Traufe um 1800, Zwerchgiebel darüber 1912; bei einem Brand am 10. September 2021 stark beschädigt (weitere Entwicklung ist abzuwarten) | D-7-61-000-536 Wikidata  | weitere Bilder                                                                                               |
| Katharinengasse 9 (Standort)                                                                | Ehemaliges Dominikanerinnenkloster St. Katharina, jetzt Staatsgalerie Altdeutsche Meister | Bestehend aus dreigeschossigem Verbindungsbau und ehem. Klosterkirche, zweischiffige Hallenkirche mit Dachreiter und westlichem Wellengiebel, 1251 aus dem Gries hierher verlegt, das Kloster 1498–1503 von Burkhard Engelberg und Ulrich Glurer umgebaut, die Kirche 1516/17 von Hans Engelberg erbaut, Umbau im 18. Jahrhundert und gegen 1835 bei Einrichtung der Gemäldegalerie, Ost-, Süd- und Westtrakt des Klosters siehe Hallstraße 10 | D-7-61-000-537 Wikidata  | Ehemaliges Dominikanerinnenkloster St. Katharina, jetzt Staatsgalerie Altdeutsche Meister                    |
| Katharinengasse 11 (Standort)                                                               | Teil des ehemaligen Dominikanerinnenklosters St. Katharina                                | Zwei- bzw. dreigeschossiger Traufseitbau mit Satteldach, ursprünglich wohl drei einzelne Häuser, 16. Jahrhundert | D-7-61-000-538 Wikidata  | Teil des ehemaligen Dominikanerinnenklosters St. Katharina                                                   |
| Katharinengasse 14 (Standort)                                                               | Bürgerhaus                                                                                | Zweigeschossiger Giebelbau mit Satteldach und seitlichem Überschutz, 16. Jahrhundert | D-7-61-000-539 Wikidata  | Bürgerhaus                                                                                                   |
| Katharinengasse 20 (Standort)                                                               | Bürgerhaus                                                                                | Dreigeschossiger Traufseitbau mit Satteldach, im Kern 16. Jahrhundert | D-7-61-000-540 Wikidata  | Bürgerhaus                                                                                                   |
| Katharinengasse 22 (Standort)                                                               | Bürgerhaus                                                                                | Dreigeschossiger Giebelbau mit Satteldach, eingeschossigem Flacherker und von Doppelpilastern flankiertem Portal, im Kern 16. Jahrhundert | D-7-61-000-541 Wikidata  | Bürgerhaus                                                                                                   |
| Kennedy-Platz 1 (Standort)                                                                  | Stadttheater                                                                              | Mehrfach gegliederter Baukörper mit fünfachsigem Eingangsbereich, von Ferdinand Fellner und Hermann Gottlieb Helmer, 1876–1877, 1937–1939 umgestaltet, dabei Verbreiterung der Vorderloggia, nach Kriegsschäden 1952–1956 Wiederaufbau durch Stadtbaurat Walther Schmidt unter Beibehaltung der vereinfachten Außenwände des Vorgängerbaus, mit Ausstattung, vgl. Ensemble Fuggerstraße/Volkhartstraße/Schaezlerstraße                         | D-7-61-000-542 Wikidata  | weitere Bilder                                                                                               |
| Kleines Katharinengäßchen 7 (Standort)                                                      | Bürgerhaus                                                                                | Zweigeschossiger langgestreckter Bau mit Mansardwalmdach, Lisenengliederung und Putzdekor, von Gabriel de Gabrieli, zweites Viertel 18. Jahrhundert | D-7-61-000-561 Wikidata  | Bürgerhaus                                                                                                   |
| Kleines Katharinengäßchen 10 (Standort)                                                     | Bürgerhaus                                                                                | Dreigeschossiger Giebelbau mit steilem Satteldach, im Kern 16. Jahrhundert | D-7-61-000-562 Wikidata  | Bürgerhaus                                                                                                   |
| Kohlergasse 1 (an der Südostfront) (Standort)                                               | Medaillons                                                                                | mit Bildnissen Kaiser Maximilians I., Julius Caesars, Kaiser Karls V., um Mitte 16. Jahrhundert | D-7-61-000-575           | [[Vorlage:Bilderwunsch/code!/C:48.372398,10.893076!/D:Kohlergasse 1 (an der Südostfront), Medaillons!/\|BW]] |
| Konrad-Adenauer-Allee 15 (Standort)                                                         | Mietshaus                                                                                 | Dreigeschossiger Bau mit Mittelrisalit und Fassadengestaltung im Neurenaissancestil, von E. Studerus, um 1880 | D-7-61-000-579 Wikidata  | Mietshaus |
| Konrad-Adenauer-Allee 17 a (Standort)                                                       | Ehemaliges Photoatelier Roman Spalke                                                      | Zwei- bzw. dreigeschossiger Bau in neuromanischen Formen, Ende 19. Jahrhundert | D-7-61-000-580 Wikidata  | Ehemaliges Photoatelier Roman Spalke                                                                         |
| Konrad-Adenauer-Allee 17, Konrad-Adenauer-Allee 19 (Standort)                               | Mietshaus                                                                                 | Viergeschossiger Eckbau mit Flacherker und Fassade in spätklassizistischen Formen, um 1880, Dachbereich stark verändert | D-7-61-000-581 Wikidata  | Mietshaus |
| Konrad-Adenauer-Allee 21 (Standort)                                                         | Mietshaus                                                                                 | Dreigeschossiger Eckbau der Neurenaissance, die Fassaden teilweise bereinigt, von Julius Wahl, 1886 | D-7-61-000-1181 Wikidata | Mietshaus |
| Konrad-Adenauer-Allee 23 (Standort)                                                         | Mietshaus                                                                                 | Dreigeschossiger Bau mit Zwerchgiebel und Fassade im Neurenaissancestil, bezeichnet „1887“ | D-7-61-000-582 Wikidata  | Mietshaus |
| Konrad-Adenauer-Allee 25 (Standort)                                                         | Mietshaus                                                                                 | Viergeschossiger Bau mit Zwerchgiebeln und Gliederungsdetails in Neurokoko-Formen, Ende 19. Jahrhundert | D-7-61-000-583 Wikidata  | Mietshaus |
| Konrad-Adenauer-Allee 27 (Standort)                                                         | Mietshaus                                                                                 | Dreigeschossiger Mansarddachbau mit Eckrisalit, Flacherker und Zwerchgiebeln, Fassade im Neurenaissancestil, bezeichnet „1888“ | D-7-61-000-584 Wikidata  | Mietshaus |
| Konrad-Adenauer-Allee 31 (Standort)                                                         | Mietshaus                                                                                 | Viergeschossiger Bau mit symmetrisch gegliederter Fassade im Neurenaissancestil, Ende 19. Jahrhundert Seitlich rustizierte Bogenwand, an Hausteinbogen zu Nr. 33 anschließend, wohl gleichzeitig | D-7-61-000-585 Wikidata  | Mietshaus |
| Konrad-Adenauer-Allee 33 (Standort)                                                         | Mietshaus                                                                                 | Viergeschossiger Bau mit symmetrisch gegliederter Fassade im Neurenaissancestil, 1888, innen modern verändert Hausteinbogen (Eingang Hasen-Bräu), reich dekoriert, seitlich zu Nr. 31 | D-7-61-000-586 Wikidata  | weitere Bilder                                                                                               |
| Konrad-Adenauer-Allee 43, Konrad-Adenauer-Allee 43 1/2, Konrad-Adenauer-Allee 45 (Standort) | Mietshausanlage                                                                           | Dreiteiliger asymmetrisch gegliederter Baukörper, viergeschossige Blankziegelbauten mit Eckerkern und übergiebeltem Mittelteil, Werkstein- und Putzgliederung, Neurenaissance, von Albert Jack und Max Wanner, Ende 19. Jahrhundert, Nr. 43 im Dachbereich stark verändert und Nr. 45 später vereinfacht | D-7-61-000-587 Wikidata  | Mietshausanlage                                                                                              |
| Konrad-Adenauer-Allee 51 (Standort)                                                         | Mietshaus                                                                                 | Viergeschossiger Mansarddachbau mit reich gegliederter Neurokoko-Fassade, von Albert Jack und Max Wanner, bezeichnet „1891“ | D-7-61-000-588 Wikidata  | Mietshaus |
| Konrad-Adenauer-Allee 53 (Standort)                                                         | Mietshaus                                                                                 | Viergeschossiger Bau mit Putzgliederung im Neurenaissancestil, von Albert Jack und Max Wanner, Ende 19. Jahrhundert | D-7-61-000-589 Wikidata  | Mietshaus |
| Konrad-Adenauer-Allee 55, Konrad-Adenauer-Allee 57 (Standort)                               | Mietshausanlage                                                                           | Viergeschossiges symmetrisch gegliedertes Doppelhaus mit Walmdach, Blankziegel und Putzgliederung im Neurenaissancestil, Ende 19. Jahrhundert | D-7-61-000-590 Wikidata  | Mietshausanlage                                                                                              |
| Konrad-Adenauer-Allee 63 (Standort)                                                         | Mietshaus                                                                                 | Fünfgeschossiger Blankziegelbau mit Zwerchgiebel und Putzgliederung in Formen der deutschen Renaissance, bezeichnet „1888“ | D-7-61-000-591 Wikidata  | Mietshaus |
| Konrad-Adenauer-Allee 65 (Standort)                                                         | Mietshaus                                                                                 | Fünfgeschossiger Eckbau mit Zwerchhaus, Blankziegel und Putzgliederung im Stil der Neurenaissance, Ende 19. Jahrhundert | D-7-61-000-592 Wikidata  | Mietshaus |

### L
| Lage                       | Objekt                 | Beschreibung | Akten-Nr.               | Bild                   |
| -------------------------- | ---------------------- | --- | ----------------------- | ---------------------- |
| Ludwigstraße 4 (Standort)  | Bürgerhaus             | Viergeschossiger Traufseitbau mit Mansarddach und Erker, im Kern 16. Jahrhundert, Fassade im Neurenaissance-Stil, um 1890                                                                | D-7-61-000-621 Wikidata | Bürgerhaus             |
| Ludwigstraße 19 (Standort) | Ehemalige Kommandantur | Dreigeschossiger Traufseitbau mit Satteldach, im Kern Mitte 16. Jahrhundert, Fassade Anfang 19. Jahrhundert                                                                              | D-7-61-000-622 Wikidata | Ehemalige Kommandantur |
| Ludwigstraße 21 (Standort) | Bürgerhaus             | Dreigeschossiger Traufseitbau mit Satteldach und Flacherker, im Kern 16. Jahrhundert, Fassade um 1800                                                                                    | D-7-61-000-623 Wikidata | Bürgerhaus             |
| Ludwigstraße 32 (Standort) | Bürgerhaus             | Dreigeschossiger Giebelbau mit steilem Satteldach, Flacherker und Wellengiebel, im Kern 16./17. Jahrhundert, Veränderungen Anfang 18. Jahrhundert, Fassadendekoration nach 1900 erneuert | D-7-61-000-624 Wikidata | Bürgerhaus             |
| Ludwigstraße 34 (Standort) | Bürgerhaus             | Dreigeschossiger Giebelbau mit Satteldach, Flacherker und Volutengiebel, im Kern 16. Jahrhundert, Fassade 17./18. Jahrhundert                                                            | D-7-61-000-625 Wikidata | Bürgerhaus             |

### M
| Lage | Objekt                                                          | Beschreibung | Akten-Nr.               | Bild                     |
| --- | --------------------------------------------------------------- | --- | ----------------------- | ------------------------ |
| Martin-Luther-Platz (Standort)                                                                          | Goldschmiedebrunnen                                             | Bronzefigur, von Hugo Kaufmann, 1913, im Zuge des Innenstadtumbaus 2012 bis 2014 um 30 Meter nach Westen versetzt | D-7-61-000-631          | Goldschmiedebrunnen      |
| Martin-Luther-Platz 2 (Standort)                                                                        | Wohn- und Geschäftshaus,                                        | Dreigeschossiger Eckbau mit feiner Fenstergruppierung und Flacherker über dem in der abgeschrägten Ecke liegenden Eingang, zweite Hälfte 19. Jahrhundert | D-7-61-000-632 Wikidata | Wohn- und Geschäftshaus, |
| Maximilianstraße 4, Philippine-Welser-Straße 5, Philippine-Welser-Straße 5 a, Rathausplatz 1 (Standort) | Ehemaliges Polizeigebäude, jetzt städtisches Verwaltungsgebäude | Viergeschossiger Vierflügelbau um längsrechteckigen Innenhof, mit polygonalen Eckerkern und Flacherker auf profilierten Konsolen und mit Säulen gerahmtem Eingangsportal, Fassaden und Gliederungsdetails in Formen der Augsburger Renaissance, von Fritz Steinhäußer und Josef Schempp unter Verwertung eines Entwurfes von Friedrich von Thiersch, 1900/02                                                               | D-7-61-000-639 Wikidata | weitere Bilder           |
| Maximilianstraße 40 (Standort)                                                                          | Tonbüsten der Drei Mohren                                       | wohl von Ehrgott Bernhard Bendel, um 1725, ins Innere versetzt | D-7-61-000-647          | BW                       |
| Maximilianstraße 46 (Standort)                                                                          | Schaezler-Palais, jetzt Deutsche Barockgalerie                  | Dreigeschossiger Mansarddachbau mit langgestrecktem Seitenflügel entlang der Katharinengasse, repräsentative Fassade zur Maximilianstraße mit flachem, giebelbekröntem Mittelrisalit und reichem Rokoko-Stuckdekor, Gartenkolonnade, für den Bankier Benedikt Adam von Liebert errichtet, von Johann Gottfried Stumpe nach Plänen von Karl Albert von Lespilliez, 1765–1770, mit Ausstattung Brunnenhof, wohl gleichzeitig | D-7-61-000-649 Wikidata | weitere Bilder           |
| Maximilianstraße 48 (Standort)                                                                          | Bürgerhaus                                                      | Viergeschossiger Traufseitbau mit Satteldach, zwei Erkern, korbbogigem Portal und zwei Abseiten, ursprünglich zwei getrennte Gebäude, im Kern 16./17. Jahrhundert, um 1700, Äußeres im 19. Jahrhundert verändert Arkadenrückwand mit Brunnen, im Hof, von Elias Holl, wohl Anfang 17. Jahrhundert | D-7-61-000-652 Wikidata | weitere Bilder           |
| Maximilianstraße 50 (Standort)                                                                          | Mietshaus                                                       | Viergeschossiger, flach abschließender Eckbau mit Flacherkern, Fassadengliederung im Neurenaissancestil, im Kern wohl erste Hälfte 18. Jahrhundert, Fassade Ende 19. Jahrhundert | D-7-61-000-654 Wikidata | weitere Bilder           |
| Maximilianstraße 52 (Standort)                                                                          | Ulrichschule                                                    | Dreigeschossiger Eckbau mit Mansardwalmdach, Risaliten und dekorativen Atelierfenstern im Dachgeschoss, Neubarock, nach Entwürfen von Carl Hocheder und Josef Schempp, 1905 | D-7-61-000-656 Wikidata | weitere Bilder           |
| Maximilianstraße 54 (Standort)                                                                          | Bürgerhaus                                                      | Viergeschossiger Traufseitbau mit Satteldach und seitlichem Flacherker, im Kern 16./17. Jahrhundert, Fassade später verändert | D-7-61-000-658 Wikidata | weitere Bilder           |
| Maximilianstraße 58 (Standort)                                                                          | Ehemaliges Wohnhaus des Philipp Eduard Fugger                   | Dreigeschossiger Giebelbau mit Kastenerker und dreigeschossiges Hinterhaus mit Arkadengang im Hof, im Kern 16. Jahrhundert, Umbauten 1690/92 und 1730/40, äußere Erscheinung mit zwei architektonisch gerahmten Portalen um 1765 | D-7-61-000-661 Wikidata | weitere Bilder           |
| Maximilianstraße 66 (Standort)                                                                          | Bürgerhaus                                                      | Dreigeschossiger Traufseitbau mit Satteldach und Flacherker, im Kern 16./17. Jahrhundert | D-7-61-000-664 Wikidata | Bürgerhaus               |
| Maximilianstraße 68 (Standort)                                                                          | Bürgerhaus                                                      | Dreigeschossiger Traufseitbau mit Satteldach, im Kern 16./17. Jahrhundert | D-7-61-000-665 Wikidata | Bürgerhaus               |
| Moritzplatz 2 (Standort)                                                                                | Sogenanntes Weberhaus                                           | Dreigeschossiger Satteldachbau mit westlichem Wellengiebel, der monumentale spätgotische Bau 1913 in alter Form wiederholt und bemalt, nach Zerstörung 1944 Wiederherstellung und Neubemalung, nach Dachstuhlbrand 2004 restauriert | D-7-61-000-727 Wikidata | weitere Bilder           |
| Moritzplatz 3 (Standort)                                                                                | Katholische Stadtpfarrkirche St. Moritz, ehemalige Stiftskirche | Dreischiffige Basilika mit südlichem Glockenturm und nördlichem Treppenturm, 1019 gegründet, nach Brand 1084 wiederaufgebaut, Veränderungen im 15. Jahrhundert und frühen 18. Jahrhundert, neubarockes Nordportal von 1908, 1944 schwer beschädigt, Wiederaufbau 1947–1949 von Dominikus Böhm, mit Ausstattung | D-7-61-000-728 Wikidata | weitere Bilder           |

### O
| Lage                   | Objekt     | Beschreibung | Akten-Nr.               | Bild       |
| ---------------------- | ---------- | --- | ----------------------- | ---------- |
| Obstmarkt 6 (Standort) | Bürgerhaus | Viergeschossiger Traufseitbau mit Mezzanin und Satteldach, hohem Flacherker und spätgotischem Netzgewölbe, 16./17. Jahrhundert | D-7-61-000-760 Wikidata | Bürgerhaus |

### P
| Lage                                             | Objekt                                  | Beschreibung | Akten-Nr.               | Bild                                    |
| ------------------------------------------------ | --------------------------------------- | --- | ----------------------- | --------------------------------------- |
| Peutingerstraße 1 (Standort)                     | Zinslehenshaus                          | Viergeschossiger, zum Hohen Weg hin giebelständiger Eckbau mit Satteldach und zwei Flacherkern, 16./17. Jahrhundert, Fassade später verändert | D-7-61-000-771 Wikidata | Zinslehenshaus                          |
| Peutingerstraße 10 (Standort)                    | Ehemaliges Kanonikerhaus                | Dreigeschossiger Eckbau mit Satteldach und Erkern an der Süd- und Ostseite, im Kern 16. Jahrhundert, Äußeres verändert | D-7-61-000-772 Wikidata | Ehemaliges Kanonikerhaus                |
| Peutingerstraße 11 (Standort)                    | Bürgerhaus, Wohnhaus Konrad Peutingers  | Dreigeschossiger Eckbau mit Walmdach, im Kern 16. Jahrhundert, feingegliederte Rokokofassade von 1763 | D-7-61-000-773 Wikidata | weitere Bilder                          |
| Peutingerstraße 12 (Standort)                    | Ehemaliges Kanonikerhaus                | Dreigeschossiger Traufseitbau mit Satteldach, im Kern 16. Jahrhundert, Fassade zum Fronhof mit Zwerchhaus, wohl 16./17. Jahrhundert | D-7-61-000-774 Wikidata | Ehemaliges Kanonikerhaus                |
| Peutingerstraße 14 (Standort)                    | Ehemaliges Kanonikerhaus                | Dreigeschossiger Traufseitbau mit Satteldach, Aufzugsgaube und Flacherker, im Kern 16. Jahrhundert, äußere Erscheinung 18. Jahrhundert, gleiche Fassadengliederung zum Fronhof | D-7-61-000-776 Wikidata | Ehemaliges Kanonikerhaus                |
| Peutingerstraße 22 (Standort)                    | Ehemaliges Kanonikerhaus                | Viergeschossiger Eckbau mit Satteldach und polygonalem Erker, im Kern 16. Jahrhundert, äußere Erscheinung später | D-7-61-000-778 Wikidata | Ehemaliges Kanonikerhaus                |
| Peutingerstraße 24 (Standort)                    | Ehemaliger Burggrafenturm               | Rest der alten bischöflichen Pfalz, dreigeschossiges Giebelhaus mit Satteldach, an den drei freistehenden Ecken oktogonale Erker, Untergeschoss durch Bogen geöffnet, 1507 | D-7-61-000-779 Wikidata | weitere Bilder                          |
| Peutingerstraße 25 (Standort)                    | Ehemaliges fürstbischöfliches Kastenamt | Dreigeschossiger Traufseitbau mit Satteldach und Stufengiebel nach Westen, im Osten durch Vorlagen und Fialen geschmückter Giebel, Wappenstein mit Maßwerkrahmen, bezeichnet „1492“ Anschließend barockisierender dreigeschossiger Walmdachbau mit stehendem polygonalem Eckerker, um 1920 | D-7-61-000-780 Wikidata | Ehemaliges fürstbischöfliches Kastenamt |
| Philippine-Welser-Straße 13 (Standort)           | Welserhaus                              | Dreigeschossiger Traufseitbau mit Satteldach, im Kern 16. Jahrhundert, Fassade mit Pilastergliederung und übergiebeltem Mittelrisalit Ende 18. Jahrhundert | D-7-61-000-797 Wikidata | weitere Bilder                          |
| Philippine-Welser-Straße 15 (Standort)           | Bürgerhaus                              | Viergeschossiger Traufseitbau mit Satteldach und zwei Flacherkern, 16./17. Jahrhundert, Veränderungen zweite Hälfte 18. Jahrhundert | D-7-61-000-798 Wikidata | Bürgerhaus                              |
| Philippine-Welser-Straße 20 (Standort)           | Bürgerhaus                              | Dreigeschossiger Traufseitbau mit Satteldach und Flacherker, im Kern 1366/67, Fassade mit feingliedrigem Stuckdekor 1766 von Gottfried Schifter | D-7-61-000-800 Wikidata | Bürgerhaus                              |
| Philippine-Welser-Straße 21 (Standort)           | Bürgerhaus                              | Dreigeschossiger Traufseitbau mit Satteldach und polygonalem Eckerker, im Kern 16./17. Jahrhundert | D-7-61-000-801 Wikidata | Bürgerhaus                              |
| Philippine-Welser-Straße 22 (Standort)           | Bürgerhaus                              | Dreigeschossiger Traufseitbau mit Satteldach und Flacherker, im Kern 16./17. Jahrhundert, Fassadengliederung 1747, Inneres 1947/50 völlig erneuert | D-7-61-000-802 Wikidata | Bürgerhaus                              |
| Philippine-Welser-Straße 26 (Standort)           | Bürgerhaus                              | Dreigeschossiger Traufseitbau mit Satteldach, zwei Flacherkern, Abseiten und Rückgebäude mit Aufzugsgiebeln, von Elias Holl, 1598 | D-7-61-000-804 Wikidata | Bürgerhaus                              |
| Philippine-Welser-Straße 30 (Standort)           | Ehemaliges Bothmersches Palais          | Dreigeschossiger, langgestreckter Traufseitbau mit Satteldach und Mittelrisalit mit Halbsäulen und flachem Dreiecksgiebel, im Kern 16./17. Jahrhundert, Fassade um 1800 umgestaltet | D-7-61-000-806 Wikidata | Ehemaliges Bothmersches Palais          |
| Philippine-Welser-Straße, Fuggerplatz (Standort) | Denkmal für Johann Jacob Fugger         | Bronzefigur, durch König Ludwig I. gestiftet, von Friedrich Brugger, 1857 | D-7-61-000-795 Wikidata | weitere Bilder                          |

### R
| Lage                        | Objekt                                                                         | Beschreibung | Akten-Nr.               | Bild                        |
| --------------------------- | ------------------------------------------------------------------------------ | --- | ----------------------- | --------------------------- |
| Rathausplatz (Standort)     | Augustusbrunnen                                                                | Von Hubert Gerhard modelliert, von Peter Wagner gegossen, 1594 vollendet, der Brunnenpfeiler 1749 von Johann Wolfgang Schindel erneuert, Becken und Pfeiler jetzt durch Kopien ersetzt, Abgüsse, die Originalbronzen im Maximilianmuseum                                                            | D-7-61-000-823 Wikidata | weitere Bilder              |
| Rathausplatz 2 (Standort)   | Rathaus                                                                        | Geschlossener Baukörper des venezianischen Palazzotyps mit überhöhtem Mittelblock und Seitentürmen, 1615/20 von Elias Holl erbaut, 1944 schwer beschädigt, im Außenbau wiederhergestellt, rekonstruierender Ausbau des Inneren seit 1978, mit historischer Ausstattung                              | D-7-61-000-824          | weitere Bilder              |
| Rathausplatz 2 a (Standort) | Erweiterungsbau zum Rathaus                                                    | Fünfgeschossiger Walmdachbau mit Eck- und Mittelrisalit, zum Fischmarkt hin Loggia im Stil der Neurenaissance, von Ludwig Leybold, 1889, Loggia und Erhöhung 1899 | D-7-61-000-41 Wikidata  | Erweiterungsbau zum Rathaus |
| Rathausplatz 4 (Standort)   | Katholische Filialkirche St. Peter am Perlach, ehemalige Kollegiatstiftskirche | Dreischiffige Hallenkirche, 1082 Gründung des Stifts, 1182 Neubau, auf den der bestehende Bau in seinen Hauptzügen zurückgeht, 1626 südliches Eingangsportal von Elias Holl, 1773 überarbeitet, nach Beschädigung 1944 wiederhergestellt, mit Ausstattung                                           | D-7-61-000-825 Wikidata | weitere Bilder              |
| Rathausplatz 6 (Standort)   | Perlachturm                                                                    | Achtgeschossiger Bau über querrechteckigem Grundriss, oktogonaler Aufsatz mit Zwiebelhaube und Laterne, Unterbau mit flankierenden Altanen, der Kern des Unterteils noch hochmittelalterlich, 1526/27 erhöht, die oberen Geschosse 1614/16 von Elias Holl, nach Beschädigung 1944 wiederhergestellt | D-7-61-000-826 Wikidata | weitere Bilder              |
| Rathausplatz 8 (Standort)   | Sogenannter Neuer Bau                                                          | Zweigeschossiger Walmdachbau, Erdgeschoss rustizierte Rundbogenarkaden, Obergeschoss mit Pilastergliederung, von Elias Holl, vielleicht nach Entwurf von Matthias Kager, 1614, nach Beschädigungen von 1944 wiederhergestellt                                                                       | D-7-61-000-827 Wikidata | Sogenannter Neuer Bau       |

### S
| Lage                     | Objekt                  | Beschreibung | Akten-Nr.               | Bild                    |
| ------------------------ | ----------------------- | --- | ----------------------- | ----------------------- |
| Steingasse 12 (Standort) | Bürgerhaus              | Dreigeschossiger, giebelständiger Satteldachbau mit geknickter Giebelfront, 16. Jahrhundert, mit späteren Veränderungen | D-7-61-000-982 Wikidata | Bürgerhaus              |
| Steingasse 13 (Standort) | Wohn- und Geschäftshaus | Fünfgeschossiger Walmdachbau in Ecklage, durch stark plastische Baumassengliederung die Ecksituation akzentuierend, mit barockisierenden Gliederungen, 1912/13 von Otto Holzer und Joseph Schempp Reiterfigur Kaiser Maximilian I., von Georg Albertshofer, wohl gleichzeitig | D-7-61-000-983 Wikidata | Wohn- und Geschäftshaus |

### U
| Lage                                     | Objekt                                                                                      | Beschreibung | Akten-Nr.                | Bild                                                                |
| ---------------------------------------- | ------------------------------------------------------------------------------------------- | --- | ------------------------ | ------------------------------------------------------------------- |
| Ulrichsplatz 6 (Standort)                | Bürgerhaus                                                                                  | Viergeschossiger Traufseitbau mit Satteldach und gewölbter Halle im Erdgeschoss, im Kern 16./17. Jahrhundert, 1944 schwer beschädigt, später verändert | D-7-61-000-1023 Wikidata | Bürgerhaus                                                          |
| Ulrichsplatz 8 (Standort)                | Bürgerhaus                                                                                  | Dreigeschossiger Giebelbau mit Satteldach, Flacherker und Volutengiebel, reiche Fassadengliederung in Formen der deutschen Renaissance, Fassadengestaltung und Aufstockung bezeichnet „1912“, im Kern wohl älter | D-7-61-000-1025 Wikidata | weitere Bilder                                                      |
| Ulrichsplatz 10 (Standort)               | Bürgerhaus, 1774–1792 Wohnhaus des Orgelbauers Johann Andreas Stein                         | Viergeschossiger Giebelbau mit Satteldach, hohem Flacherker und geschwungenem Giebel, im Westen kurze Abseite mit Altane, im Kern 16./17. Jahrhundert, Giebel 18. Jahrhundert | D-7-61-000-1026 Wikidata | Bürgerhaus, 1774–1792 Wohnhaus des Orgelbauers Johann Andreas Stein |
| Ulrichsplatz 12 (Standort)               | Ehemaliges Bürgerhaus                                                                       | Dreigeschossiger Traufseitbau mit Satteldach und durch Giebel betonten Mittelrisalit im Kern Mitte/zweite Hälfte 16. Jahrhundert, Dach 1784, neubarocke Fassade und Innenausbau 1897 von Jean Keller Rückgebäude, dreigeschossiger Bau mit polygonalem Treppenturm mit Kegeldach, durch Abseiten mit dem Vorderhaus verbunden, 1894 Gitterzaun, schmiedeeisern mit Appliken und Tor aus Gusseisen, Ende 19. Jahrhundert | D-7-61-000-1028 Wikidata | weitere Bilder                                                      |
| Ulrichsplatz 19 (Standort)               | Stützmauer zu St. Ulrich und Afra                                                           | Tuffsteinquader, zum Teil wohl noch 16./17. Jahrhundert, entlang der Westseite der Gasse | D-7-61-000-770 Wikidata  | Stützmauer zu St. Ulrich und Afra                                   |
| Ulrichsplatz 19 (Standort)               | Pfarrhof von St. Ulrich und Afra                                                            | Zweigeschossiges giebelständiges Eckhaus über hohem Sockelgeschoss mit Satteldach, im Kern 16./17. Jahrhundert | D-7-61-000-1031 Wikidata | Pfarrhof von St. Ulrich und Afra                                    |
| Ulrichsplatz 21 (Standort)               | Evang.-lutherische Pfarrkirche St. Ulrich                                                   | Saalbau mit Volutengiebel und Zwiebeltürmchen, als Predigtsaal 1457 errichtet, 1709/10 durchgreifender Umbau und Fassade, mit Ausstattung | D-7-61-000-1032          | weitere Bilder                                                      |
| Ulrichsplatz 23, Kappelberg 1 (Standort) | Ehemalige Benediktiner-Stiftskirche, jetzt katholische Stadtpfarrkirche St. Ulrich und Afra | Dreischiffige Basilika mit nördlichem Turm mit Zwiebelhaube, Stiftsgründung 969, Neubau der Kirche vermutlich nach Entwürfen von Hans von Hildesheim ab 1467, 1489 Wölbung des nördlichen Seitenschiffes, 1499 Wölbung des Langhauses, 1500 Grundsteinlegung zum Chor, Bauarbeiten mit Unterbrechung bis 1603, mit Ausstattung Ehemalige Kapelle St. Godehard, Grundmauern einer wohl merowingischen und einer vorromanischen Anlage, nach 1944 im ehemaligen Klosterbereich von St. Ulrich, südlich des Chores, freigelegt | D-7-61-000-1033 Wikidata | weitere Bilder                                                      |
| Unter dem Bogen 1 (Standort)             | Bürgerhaus                                                                                  | Dreigeschossiger Giebelbau mit Satteldach und Flacherker, im Kern um 1560 (dendrochronologisch datiert), im Innern 1995–1996 stark erneuert | D-7-61-000-1035 Wikidata | Bürgerhaus                                                          |
| Unter dem Bogen 4 (Standort)             | Bürgerhaus                                                                                  | Dreigeschossiger Eckbau mit Satteldach, polygonalem Eckerker und Aufzugsluken im Giebel, im Kern 16./17. Jahrhundert | D-7-61-000-1036 Wikidata | Bürgerhaus                                                          |

### W
| Lage                                    | Objekt                                        | Beschreibung | Akten-Nr.                | Bild                                          |
| --------------------------------------- | --------------------------------------------- | --- | ------------------------ | --------------------------------------------- |
| Wallstraße 5 (Standort)                 | Bürgerhaus                                    | Zwei- bzw. dreigeschossiger Satteldachbau, ursprüngliche Fassade mit Flacherker auf profilierter Konsole nach Osten, Westfassade erneuert, im Kern 16. Jahrhundert | D-7-61-000-1092 Wikidata | Bürgerhaus                                    |
| Wallstraße 7 (Standort)                 | Bürgerhaus                                    | Viergeschossiger Giebelbau mit Satteldach, Fassade mit neugotischer Gliederung, glattwandige Ostfassade des 16. Jahrhunderts, Veränderungen im 19. Jahrhundert     | D-7-61-000-1093 Wikidata | Bürgerhaus                                    |
| Weite Gasse 3 (Standort)                | Bürgerhaus                                    | Zwei- bzw. dreigeschossiger Traufseitbau, zweite Hälfte 16. Jahrhundert                                                                                            | D-7-61-000-1262 Wikidata | Bürgerhaus                                    |
| Weite Gasse 3, Weite Gasse 5 (Standort) | Ehemaliges Mesnerhaus von St. Ulrich und Afra | Zwei- bzw. dreigeschossiger Traufseitbau mit Schleppdach, bezeichnet „1522“ - Rest der spätmittelalterlichen Friedhofumbauung, nördlich der Kirche                 | D-7-61-000-1034 Wikidata | Ehemaliges Mesnerhaus von St. Ulrich und Afra |
| Weite Gasse 10 (Standort)               | Bürgerhaus                                    | Dreigeschossiger Traufseitbau mit Satteldach, Zwerchhaus und dekorativer Fassadengliederung, Mitte 18. Jahrhundert                                                 | D-7-61-000-1100 Wikidata | Bürgerhaus                                    |
| Weite Gasse 11 (Standort)               | Bürgerhaus                                    | Dreigeschossiger Satteldachbau mit geschweiftem Giebel und barocker Sterntür, im Kern 16./17. Jahrhundert                                                          | D-7-61-000-1101 Wikidata | Bürgerhaus                                    |

### Z
| Lage                   | Objekt     | Beschreibung | Akten-Nr.                | Bild           |
| ---------------------- | ---------- | --- | ------------------------ | -------------- |
| Zeugplatz 4 (Standort) | Zeughaus   | Zwei rechtwinklig zueinander stehende dreigeschossige Flügel mit Satteldach und Treppenturm mit Zeltdach, der südliche im Kern 16. Jahrhundert, dessen Umbau sowie der Neubau des Hauptflügels am Zeugplatz 1600 von Jacob Eschay begonnen, 1602/07 von Elias Holl vollendet, Ostfassade nach Entwurf von Joseph Heintz dem Älteren, Front an der Zeuggasse 1897                                                   | D-7-61-000-1122 Wikidata | weitere Bilder |
| Zeugplatz 7 (Standort) | Fuggerhaus | Zwei- bzw. dreigeschossige Dreiflügelanlage mit Walmdach und polygonalen Eckerkern, hofseitig Arkadenloggien, Ausstattung der sog. Badezimmer 1570/71 unter Leitung von Friedrich Sustris, um 1512/15, Veränderungen 1563–1568, Portal an der Westfassade mit Stuckwappenkartusche um 1760/70, 1944 schwer beschädigt, im Äußeren wiederhergestellt, zum Komplex der Fuggerhäuser an der Maximilianstraße gehörend | D-7-61-000-1123 Wikidata | weitere Bilder |

## Ehemalige Baudenkmäler
In diesem Abschnitt sind Objekte aufgeführt, die früher einmal in der Denkmalliste eingetragen waren, jetzt aber nicht mehr. Objekte, die in anderem Zusammenhang also z. B. als Teil eines Baudenkmals weiter eingetragen sind, sollen hier nicht aufgeführt werden. Aktennummern in diesem Abschnitt sind ehemalige, jetzt nicht mehr gültige Aktennummern.

| Lage                           | Objekt     | Beschreibung | Akten-Nr.               | Bild           |
| ------------------------------ | ---------- | --- | ----------------------- | -------------- |
| Maximilianstraße 56 (Standort) | Bürgerhaus | Viergeschossiger Giebelbau mit zwei Kastenerkern, Attika und Dreiecksgiebel mit Rundbogenfenster, im Kern 16./17. Jahrhundert, durch D. Johannis de Scheidlin 1726 umgebaut, Fassade Anfang 19. Jahrhundert verändert | D-7-61-000-659 Wikidata | weitere Bilder |
| Peutingerstraße 13 (Standort)  | Mietshaus  | Dreigeschossiger Eckbau mit Mansarddach und Zwerchgiebeln, Neurenaissance, bezeichnet mit „1893“ | D-7-61-000-775 Wikidata | Mietshaus      |

## Abgegangene Baudenkmäler
In diesem Abschnitt sind Objekte aufgeführt, die früher einmal in der Denkmalliste eingetragen waren, jetzt aber nicht mehr existieren, z. B. weil sie abgebrochen wurden. Aktennummern in diesem Abschnitt sind ehemalige, jetzt nicht mehr gültige Aktennummern.

| Lage                        | Objekt                     | Beschreibung                                                                      | Akten-Nr.              | Bild                       |
| --------------------------- | -------------------------- | --------------------------------------------------------------------------------- | ---------------------- | -------------------------- |
| Weite Gasse 18 b (Standort) | Tonnengewölbte Kellerräume | Folge von tonnengewölbten Kellerräumen in Nord-Süd-Richtung, 15. /16. Jahrhundert | D-7-61-000-88 Wikidata | Tonnengewölbte Kellerräume |